# Banie Mazurskie
Banie Mazurskie (deutsch Benkheim) ist ein Dorf mit Sitz der gleichnamigen Landgemeinde im Powiat Gołdapski der polnischen Woiwodschaft Ermland-Masuren.

## Geographische Lage
Banie Mazurskie liegt im Nordosten der Woiwodschaft Ermland-Masuren an der Goldap (polnisch: Gołdapa). Die polnisch-russische Staatsgrenze liegt zehn Kilometer weiter nördlich. Bis zur einstigen Kreisstadt Angerburg (polnisch: Węgorzewo) sind es 20 Kilometer, die heutige Kreismetropole Gołdap (Goldap) ist 18 Kilometer entfernt.

## Banie Mazurskie (Benkheim)

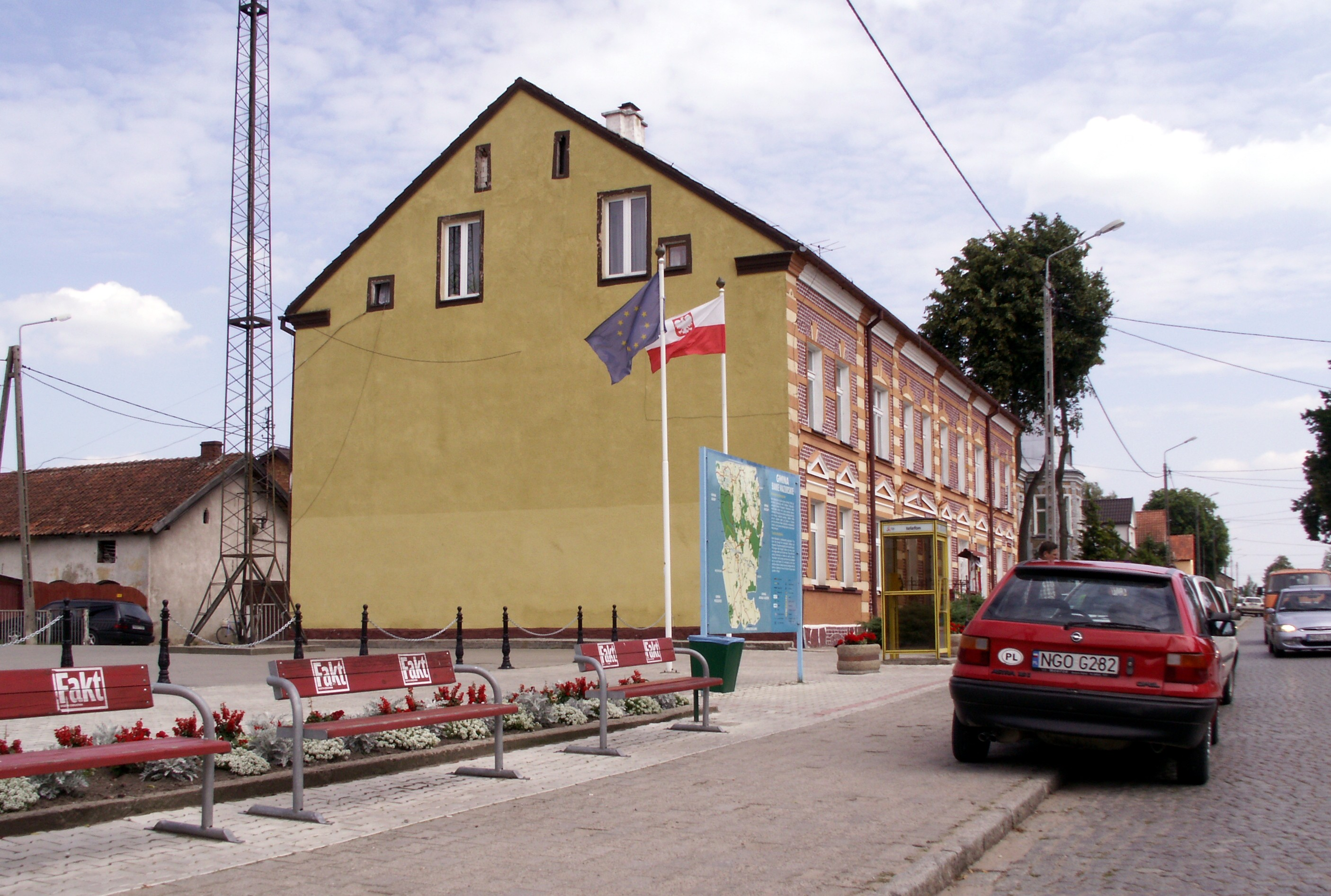
Straße in Banie Mazurskie

### Geschichte
Der Ort wurde am 16. Juni 1566 gegründet. 1566 trug das Dorf den Namen Bianiz, danach Saurnickeim, Saurnicken, Bieneken, Berndtkeim (vor 1785), Bengheim (nach 1785) und Benkheim (bis 1945). Beim Tatareneinfall im Jahre 1657 wurde das Dorf zerstört, nur die Kirche blieb erhalten.
Am 6. Mai 1874 wurde Benkheim Amtsdorf und namensgebend für einen Amtsbezirk, der bis 1945 zum Kreis Angerburg im Regierungsbezirk Gumbinnen der preußischen Provinz Ostpreußen gehörte. 
Im Jahre 1885 waren in Benkheim 487 Einwohner gemeldet. Ihre Zahl stieg bis 1910 auf 777, belief sich 1925 auf 841, stieg bis 1933 auf 1.675 und betrug 1939 bereits 1.973.
Am 17. Oktober 1928 vergrößerte sich die Gemeinde Benkheim um das Nachbardorf Janellen (polnisch Janele, nicht mehr existent) und einen kleinen Teil des Gutsbezirks Sperling (polnisch Wróbel). Der Friedhof von Janellen wurde nach 2001 hergerichtet und 2012 mit einem Gedenkstein in deutscher und polnischer Sprache versehen.
Flucht und Vertreibung machten Benkheim am 23. Oktober 1944 zu einem leeren Dorf. Die Bevölkerung suchte zunächst Schutz im Kreis Heilsberg, musste im Januar 1945 allerdings von dort weiter auf die Flucht gehen.
In Kriegsfolge kam Benkheim 1945 mit dem südlichen Ostpreußen zu Polen und erhielt die polnische Namensform Banie Mazurskie. Heute ist das Dorf administrativer Sitz der Gmina Banie Mazurskie und eines Schulzenamtes (polnisch Sołectwo) sowie eine Ortschaft im Verbund der Landgemeinde Banie Mazurskie. Dabei ist das Dorf vom Kreis Angerburg in den Powiat Gołdapski (Kreis Goldap) gewechselt, gehörte bis 1998 zur Woiwodschaft Suwałki und ist seither Teil der Woiwodschaft Ermland-Masuren.

#### Paul Skalich und die Gründungszeit
Zur Gründungszeit von Bianiz gehört der Abenteurer und Scharlatan Paul Skalich. Der Sohn armer Bauern aus Kroatien machte sich mit einer Gruppe von Kumpanen um 1560 nach Nordeuropa auf mit der Absicht, alchimistisch Gold zu gewinnen. Mit gefälschten Papieren schlich er sich 1561 als Markgraf von Verona in das Vertrauen des  Herzogs Albrecht, der ihm einen Forst bei Benkheim schenkte, den man seitdem den Skallischer Forst (1938–1945: Altheider Forst, polnisch Lasy Skaliskie) nannte, mitsamt dem Gut. Als er später Umsturzabsichten hegte, flogen seine Pläne auf. Drei seiner Kumpane wurden 1566 hingerichtet, Skalich selber konnte fliehen und starb 1574 in Danzig.

#### Amtsbezirk Benkheim (1874–1945)
Zwischen 1874 und 1945 bestand der zum Kreis Angerburg gehörende Amtsbezirk Benkheim. Anfangs gehörten ihm sieben, am Ende nur noch vier Gemeinden zu:
| Name                | Änderungsname 1938 bis 1945 | Polnischer Name  | Bemerkungen                                        |
| ------------------- | --------------------------- | ---------------- | -------------------------------------------------- |
| Benkheim            |                             | Banie Mazurskie  |                                                    |
| Groß Sakautschen    | Großsackau                  | Zakałcze Wielkie | 1928 nach Mitschullen eingemeindet                 |
| Janellen            |                             | Janele           | 1928 nach Benkheim eingemeindet                    |
| Mitschullen, Dorf   | Rochau (Ostpr.)             | Miczuły          |                                                    |
| Mitschullen, Gut    |                             |                  | vor 1908 in die Gemeinde Mitschullen eingegliedert |
| Polnisch Dombrowken | (seit 1904:) Talheim        | Dąbrówka Polska  |                                                    |
| Storchenberg        |                             | Wydutki          | 1928 nach Mitschullen eingemeindet                 |
| ab 1930: Sperling   |                             | Wróbel           | ehemals Amtsbezirk Sperling                        |

Am 1. Januar 1945 bildeten den Amtsbezirk Benkheim die Gemeinden: Benkheim, Rochau (Ostpr.), Sperling und Talheim.

### Religionen

#### Kirchengebäude
Die Kirche in Benkheim wurde 1566 bis 1574 gebaut. Es handelt sich um einen dreischiffigen Bau – ohne Chor – aus verputzten Backsteinen und Findlingen, mit einem schönen Ostgiebel von 1646. Seit 1698 hat die Kirche einen ausgebauten Turm. Die Orgel fertigte 1884 Max Terletzki in Königsberg (Preußen). Nach 1945 übernahm die Römisch-katholische Kirche in Polen das bisher evangelische Gotteshaus. Nach erneuter Weihe trägt es heute den Namen des Hl. Antonius von Padua (Kościół św. Antoniego Padewskiego).

#### Kirchengemeinde
Eine evangelische Kirchengemeinde wurde in Benkheim erst 1646 gegründet. Bis dahin war die Gemeinde eine Filialgemeinde von Angerburg (polnisch Węgorzewo) und gehörte somit bis 1725 zur Inspektion Rastenburg (Kętrzyn). Bis 1945 war sie dann Teil des Kirchenkreises Angerburg in der Kirchenprovinz Ostpreußen der Evangelischen Kirche der Altpreußischen Union. 
Seit 1948 besteht in Banie Mazurskie eine katholische Pfarrei, der die beiden Kapellen in Budziska (Herbsthausen C) und Grodzisko (Schloßberg, 1938–1945 Heidenberg) zugeordnet sind. Sie ist Teil des Dekanats Węgorzewo im Bistum Ełk der Katholischen Kirche in Polen. Hier lebende evangelische Kirchenglieder sind heute – wie vor 1945 die katholischen Kirchenglieder – nach Gołdap (Goldap) hin orientiert. Die dortige Kirchengemeinde ist eine Filialgemeinde von Suwałki in der Diözese Masuren der Evangelisch-Augsburgischen Kirche in Polen.

## Gmina Banie Mazurskie
Die Fläche der Landgemeinde Banie Mazurskie beträgt 205,02 km². 58 % davon werden landwirtschaftlich, 30 % als Wald und forstwirtschaftlich genutzt. Die Gemeindefläche entspricht 26,56 % der Gesamtfläche des Powiat Węgorzewski.
Die Nordgrenze der Gemeinde ist die polnisch-russische Staatsgrenze.
Nachbargemeinden sind:
- in Polen (Woiwodschaft Ermland-Masuren):
  - Gołdap (Goldap) im Powiat Gołdapski
  - Budry (Buddern) und Pozezdrze (Possessern, 1938–1945 Großgarten) im Powiat Węgorzewski
  - Kowale Oleckie (Kowahlen, 1938–1945 Reimannswalde) im Powiat Olecki
  - Kruklanki (Kruglanken) im Powiat Giżycki
- in Russland (Oblast Kaliningrad):
  - Gawrilowo (Gawaiten, 1938–1945 Herzogsrode) und Krasnojarskoje (Sodehnen) im Rajon Osjorsk.

### Gemeindegliederung

#### Ortsteile
Zur Landgemeinde Banie Mazurskie gehören 20 Ortsteile (deutsche Namen bis 1945) mit einem Schulzenamt (Sołectwo):
- Banie Mazurskie (Benkheim)
- Dąbrówka Polska (Talheim)
- Grodzisko (Schloßberg, 1938–1945 Heidenberg)
- Gryżewo (Griesgirren, 1938–1945 Grieswalde)
- Jagiele (Jaggeln, 1938–1945 Kleinzedmar)
- Jagoczany (Jagotschen, 1938–1945 Gleisgarben)
- Kierzki (Kerschken)
- Lisy (Lissen)
- Miczuły (Mitschullen, 1938–1945 Rochau)
- Mieduniszki Małe (Klein Medunischken, 1938–1945 Medunen)
- Obszarniki (Abschermeningken, 1932–1945 Almental)
- Rogale (Rogahlen, 1938–1945 Gahlen)
- Sapałówka (Sapallen, 1938–1945 Ostau)
- Skaliszkiejmy (Skallischkehmen, 1938–1945 Großsteinau)
- Surminy (Surminnen)
- Ściborki (Stobrigkehlen, 1938–1945 Stillheide)
- Wróbel (Sperling, 1938–1945 Domäne Sperling)
- Zawady (Sawadden, 1938–1945 Herbsthausen A)
- Ziemiany (Ziemianen)
- Żabin (Klein Schabienen, 1938–1945 Kleinlautersee)

#### Ortschaften
- Antomieszki (Antmeschken, 1938–1945 Meßken)
- Audyniszki (Audinischken, 1938–1945 Hilpertswerder)
- Biały Dwór
- Borek
- Brożajcie (Broschaitschen, 1938–1945 Brosen)
- Budziska (Herbsthausen C)
- Czupowo (Schupowen)
- Dąbrówka Polska-Osada
- Gąsewo (Gassöwen, 1938–1945 Heidenberg B)
- Grunajki (Gruneyken, 1938–1945 Gruneiken)
- Janki (Klein Jahnen)
- Jeglewo (Tannenberg)
- Kiermuszyny Małe (Alt- und Neu Kermuschienen,1938–1945 Kermenau)
- Kiermuszyny Wielkie
- Klewiny (Klewienen, 1938–1945 Tannenwinkel)
- Kruki (Krugken, 1938–1945 Krucken)
- Kulsze (Kulsen)
- Liski (Klein Lissen)
- Maciejowa Wola (Matzwolla, 1938–1945 Balschdorf)
- Mieczkówka (Mitschkowken, 1938–1945 Herbsthausen B)
- Mieczniki
- Mieduniszki Wielkie (Groß Medunischken, 1938–1945 Großmedien)
- Nowiny (Naujehnen, 1938–1945 Neuengrund)
- Radkiejmy (Radkehmen, 1938–1945 Wittrade)
- Rapa (Angerapp, 1938–1945 Kleinangerapp)
- Różanka-Dwór (Rosental)
- Stadnica (Wilhelmshof)
- Stare Gajdzie (Alt Ballupönen, 1938–1945 Schanzenhöh)
- Stary Żabin (Alt Szabienen/Schabienen, 1938–1945 Altlautersee)
- Szarek (Zargen)
- Śluza (Schleuse)
- Ustronie
- Widgiry (Wittgirren, 1938–1945 Wittbach)
- Wólka (Wolken)
- Węgorapa (Forsthaus Angerapp)
- Zakałcze Wielkie (Groß Sakautschen, 1938–1945 Großsackau)
- Zapały
- Zielony Lasek (Grünwalde)
- Ziemianki (Schönbund)
- Żabin Graniczny
- Żabin Rybacki

### Verkehr
Durch den Süden des Gemeindegebietes verläuft die Woiwodschaftsstraße 650 von Stara Różanka (Alt Rosenthal) über Węgorzewo (Angerburg) nach Gołdap (Goldap). Sie durchzieht den Nordosten der Woiwodschaft Ermland-Masuren und verbindet die drei Kreisgebiete Kętrzyn (Rastenburg), Węgorzewo (Angerburg) und Gołdap (Goldap) miteinander. Der Abschnitt zwischen Węgorzewo und Gołdap verläuft auf der Trasse der einstigen deutschen Reichsstraße 136. Die einzelnen Ortschaften sind durch Nebenstraßen bzw. Landwege miteinander vernetzt, wobei die Grenzlage des Nordens sich negativ bei den Straßenverhältnissen bemerkbar macht.
Zwischen 1897 und 1945 war Benkheim Bahnstation an der Bahnstrecke Angerburg–Goldap und damit an das ostpreußische Schienennetz angeschlossen. In Kriegsfolge wurde die Bahnstrecke nicht reaktiviert.
Der nächstgelegene internationale Flughafen ist der Flughafen Danzig. Er ist jedoch nur nach mehrstündiger Auto- bzw. Bahnfahrt zu erreichen. Ebenso ungünstig erreichbar ist der nicht viele Kilometer weiter entfernte Chopin-Flughafen Warschau.